# Felipe de Oliveira Silva
Felipe de Oliveira Silva còn được biết với tên Felipe (Piracicaba, 28 tháng 5 năm 1990), là một cầu thủ bóng đá người Brasil thi đấu ở vị trí tiền vệ tấn công cho câu lạc bộ tại J1 League Sanfrecce Hiroshima.

## Sự nghiệp
Anh là cầu thủ ghi bàn nhiều thứ hai tại A3 Series championship Paulo Palmeiras B với 14 bàn thắng trong mùa giải 2009. Sau thành tích tốt ở Series B A3 Palmeiras, anh được đẩy lên đội chính của Palmeiras.
Năm 2010, anh thi đấu theo dạng cho mượn ở Bahia Series B.

## Thống kê câu lạc bộ
Cập nhật đến ngày 23 tháng 2 năm 2017.
| Thành tích câu lạc bộ | Thành tích câu lạc bộ | Thành tích câu lạc bộ | Giải vô địch | Giải vô địch | Cúp                   | Cúp                   | Cúp Liên đoàn | Cúp Liên đoàn | Tổng cộng | Tổng cộng |
| Mùa giải              | Câu lạc bộ            | Giải vô địch          | Số trận      | Bàn thắng    | Số trận               | Bàn thắng             | Số trận       | Bàn thắng     | Số trận   | Bàn thắng |
| Nhật Bản              | Nhật Bản              | Nhật Bản              | Giải vô địch | Giải vô địch | Cúp Hoàng đế Nhật Bản | Cúp Hoàng đế Nhật Bản | J. League Cup | J. League Cup | Tổng cộng | Tổng cộng |
| --------------------- | --------------------- | --------------------- | ------------ | ------------ | --------------------- | --------------------- | ------------- | ------------- | --------- | --------- |
| 2017                  | Sanfrecce Hiroshima   | J1 League             | 0            | 0            | 0                     | 0                     | 0             | 0             | 0         | 0         |
| Tổng                  | Tổng                  | Tổng                  | 0            | 0            | 0                     | 0                     | 0             | 0             | 0         | 0         |